# 大阪府道215号別所草部線
大阪府道215号別所草部線（おおさかふどう215ごう べっしょくさべせん）は、大阪府堺市南区から堺市西区に至る一般府道である。

## 概要
堺市南区別所から堺市西区菱木1丁に至る。

### 路線データ
- 起点：大阪府堺市南区別所（別所交差点、大阪府道・和歌山県道61号堺かつらぎ線交点）
- 終点：大阪府堺市西区菱木1丁（菱木北交差点、大阪府道36号泉大津美原線交点）

## 路線状況

### 道路施設

#### 橋梁
- 下之橋（和田川、堺市南区）

## 地理

### 通過する自治体
- 大阪府
  - 堺市（南区 - 西区）

### 交差する道路
| 交差する道路                                              | 市町村名 | 市町村名 | 交差する場所           | 交差する場所        |
| --------------------------------------------------------- | -------- | -------- | ---------------------- | ------------------- |
| 大阪府道・和歌山県道61号堺かつらぎ線                      | 堺市     | 南区     | 別所                   | 別所交差点 / 起点   |
| 大阪府道208号堺泉北環状線                                 | 堺市     | 南区     | 美木多上（みきたかみ） | 美木多上交差点      |
| 大阪府道38号富田林泉大津線                                | 堺市     | 南区     | 檜尾                   | 高橋南交差点        |
| 大阪府道38号富田林泉大津線                                | 堺市     | 南区     | 檜尾                   | 高橋中交差点        |
| 大阪府道208号堺泉北環状線                                 | 堺市     | 南区     | 野々井                 | 野々井南交差点      |
| 大阪府道36号泉大津美原線 / バイパス                       | 堺市     | 西区     | 菱木3丁                | 菱木中交差点        |
| 大阪府道36号泉大津美原線 大阪府道210号平尾鳳停車場線 重複 | 堺市     | 西区     | 菱木1丁                | 菱木北交差点 / 終点 |

### 交差する鉄道
- 南海泉北線

### 沿線
- 堺・緑のミュージアム ハーベストの丘
- 泉北ニュータウン
- 堺野々井郵便局
- 堺市立福泉小学校